# Noem My Skollie
Noem My Skollie é um filme criminal sul-africano de 2016 dirigido por Daryne Joshua e escrito por John W. Fredericks. Foi selecionado como representante de seu país ao Oscar de melhor filme estrangeiro em 2017.

## Elenco
- Sandi Schultz - Kettie
- Dann Jaques Mouton - Abraham